# Namys-APK Tałas
Namys-APK Tałas (kirg. Футбол клубу «Намыс-АПК» Талас) – kirgiski klub piłkarski, mający siedzibę w mieście Tałas, na zachodzie kraju.

## Historia
Chronologia nazw:
- 1992: Namys-APK Tałas (ros. «Намыс-АПК» Талас)
- 1992: klub rozwiązano

Piłkarski klub Namys-APK został założony w miejscowości Tałas w roku 1992. W 1992 zespół startował w rozgrywkach Pucharu Kirgistanu, gdzie dotarł do 1/8 finału. W tym że roku debiutował w Wyższej Lidze, w której zajął przedostatnie 9.miejsce. Ale po zakończeniu sezonu klub został rozwiązany.

## Sukcesy

### Trofea międzynarodowe
Nie uczestniczył w rozgrywkach azjatyckich (stan na 31-12-2015).

### Trofea krajowe
| \| \| Zdobyte trofea w rozgrywkach Kirgistanu (stan na: 31-12-2015) \| |                                                               |      |          |
| Rozgrywki                                                              | Osiągnięcie                                                   | Razy | Sezon(y) |
| Mistrzostwo                                                            | I miejsce                                                     | 0    |          |
| Mistrzostwo                                                            | II miejsce                                                    | 0    |          |
| Mistrzostwo                                                            | III miejsce                                                   | 0    |          |
| Mistrzostwo                                                            | 9.miejsce                                                     | 1    | 1992     |
| Puchar                                                                 | zdobywca                                                      | 0    |          |
| Puchar                                                                 | finalista                                                     | 0    |          |
| Puchar                                                                 | 1/8 finału                                                    | 1    | 1992     |
| II liga                                                                | I miejsce                                                     | ?    |          |
| II liga                                                                | II miejsce                                                    | ?    |          |
| II liga                                                                | III miejsce                                                   | ?    |          |
| Kirgistan                                                              | Zdobyte trofea w rozgrywkach Kirgistanu (stan na: 31-12-2015) |      |          |

## Stadion
Klub rozgrywa swoje mecze domowe na stadionie Żasztyk w Tałasie, który może pomieścić 1000 widzów.